# متحف البصرة الحضاري
متحف البصرة الحضاري، هو متحف للآثار يقع في مدينة البصرة جنوب العراق حيث تم إنشاءه في بناية أحد القصور الرئاسية التي تعود إلى النظام السابق على شط العرب. ويحتوي المتحف على 440 قطعة أثرية يعود بعضها إلى 300 عام قبل الميلاد.

## المعروضات
يحتوي المتحف على 440 قطعة أثرية، ستسهم في إحياء الحياة لتاريخٍ متنوعٍ يمتد لنحو 2300 عام، حيث سيعرض فيه مقتنيات أثرية تعود إلى العصر الهيلينستي حوالي 300 سنة قبل الميلاد، ثم الفترة التي إزدهرت فيها البصرة كميناء تجاري هام، كما اشتهرت المدينة كمركز للعلم وللعلماء و الشعر والموسيقى، وصولاً إلى البصرة في الوقت الراهن.

## قاعات العرض
يحتوي المتحف على خمس قاعات رئيسية للعرض، هي:
- القاعة السومرية: تقع في الجهة الشمالية الغربية للقصر، وبمساحة 378 متر مربع. تستخدم كمعرض للمجموعات السومرية التي تعود إلى عصور مختلفة.
- قاعة البصرة: تقع في الجهة الشمالية الشرقية للقصر، وبمساحة 378 متر مربع. تعرض فيها المجموعات التي تعود إلى العصور التاريخية المختلفة التي مرت بها مدينة البصرة.
- القاعة البابلية: تقع في الجهة الشمالية للقصر بين القاعة السومرية وقاعة البصرة، وبمساحة 111 متر مربع. تعرض فيها المجموعات التي تعود إلى العصور البابلية.
- القاعة الآشورية: تقع في الجهة الجنوبية الغربية للقصر، بمساحة 106 متر مربع. تعرض فيها المجموعات التي تعود إلى الفترة الآشورية.
- قاعة التوجيه: هي قاعة تقع في وسط البناية، وهي مركز التوزيع لقاعات العرض، تستخدم كمعرض للصور والبوسترات عن تراث وتاريخ وفلكلور البصرة بشكل موجز.

## تمويل المتحف
شركة النفط البريطانية الـ(BP) التي تعمل على تطوير حقل الرميلة النفطي في جنوب العراق، كانت المتبرع الرئيس لإنشاء المتحف وذلك من خلال مساهمتها المالية التي بلغت نصف مليون دولار أميركي، تبرعت بها في عام 2010 لإنشاء هذا المتحف. كما تلقى المتحف الدعم من منظمة “أصدقاء متحف البصرة” وهي جمعية بريطانية خيرية تعاونت مع وزارة الثقافة العراقية. والهيئة العامة للآثار طوال الاعوام الستة الماضية، لتحقيق الهدف المتمثل بإنشاء متحف محافظة البصرة.

## معرض الصور

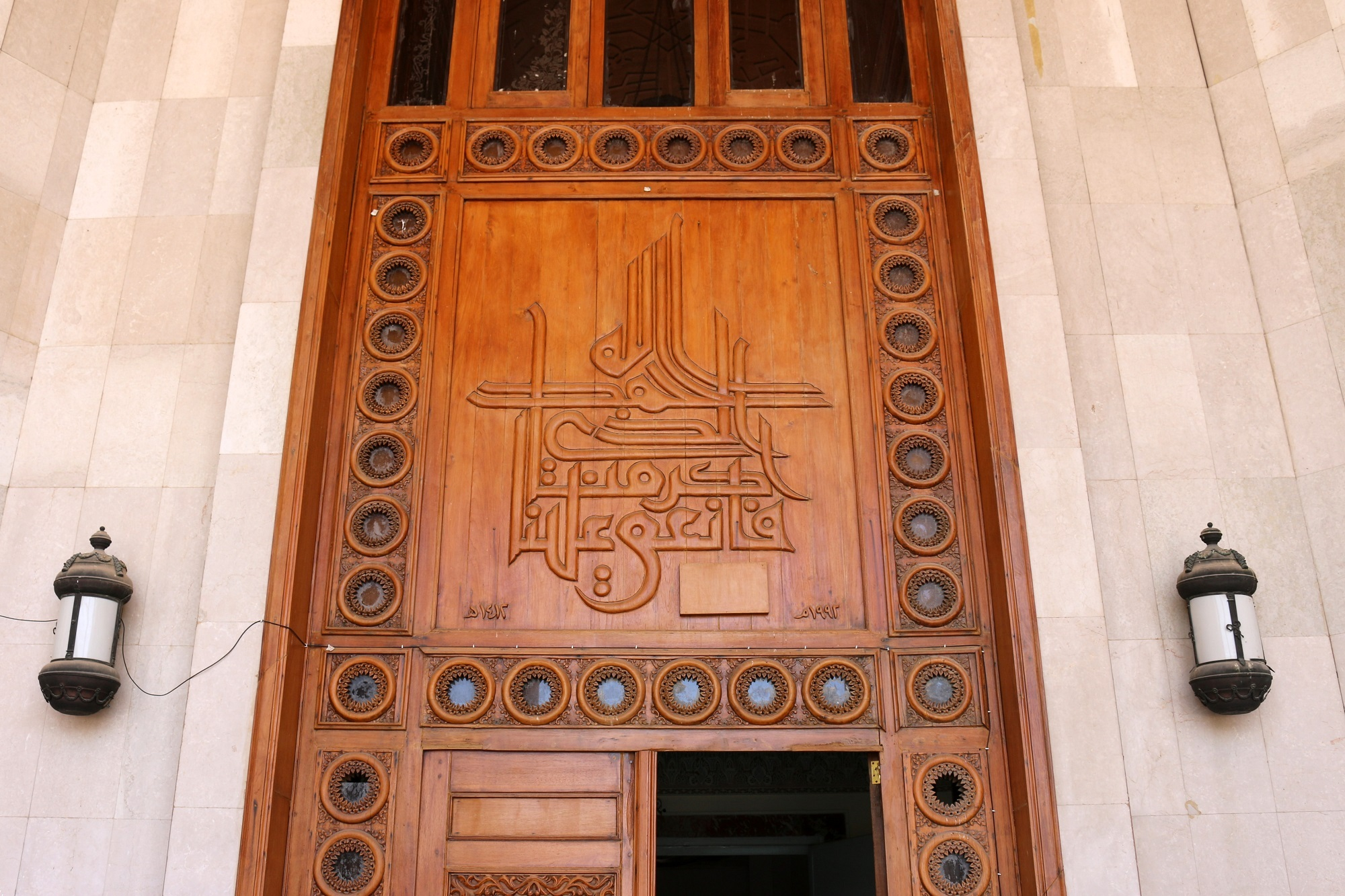
بوابة الدخول إلى متحف البصرة الحضاري
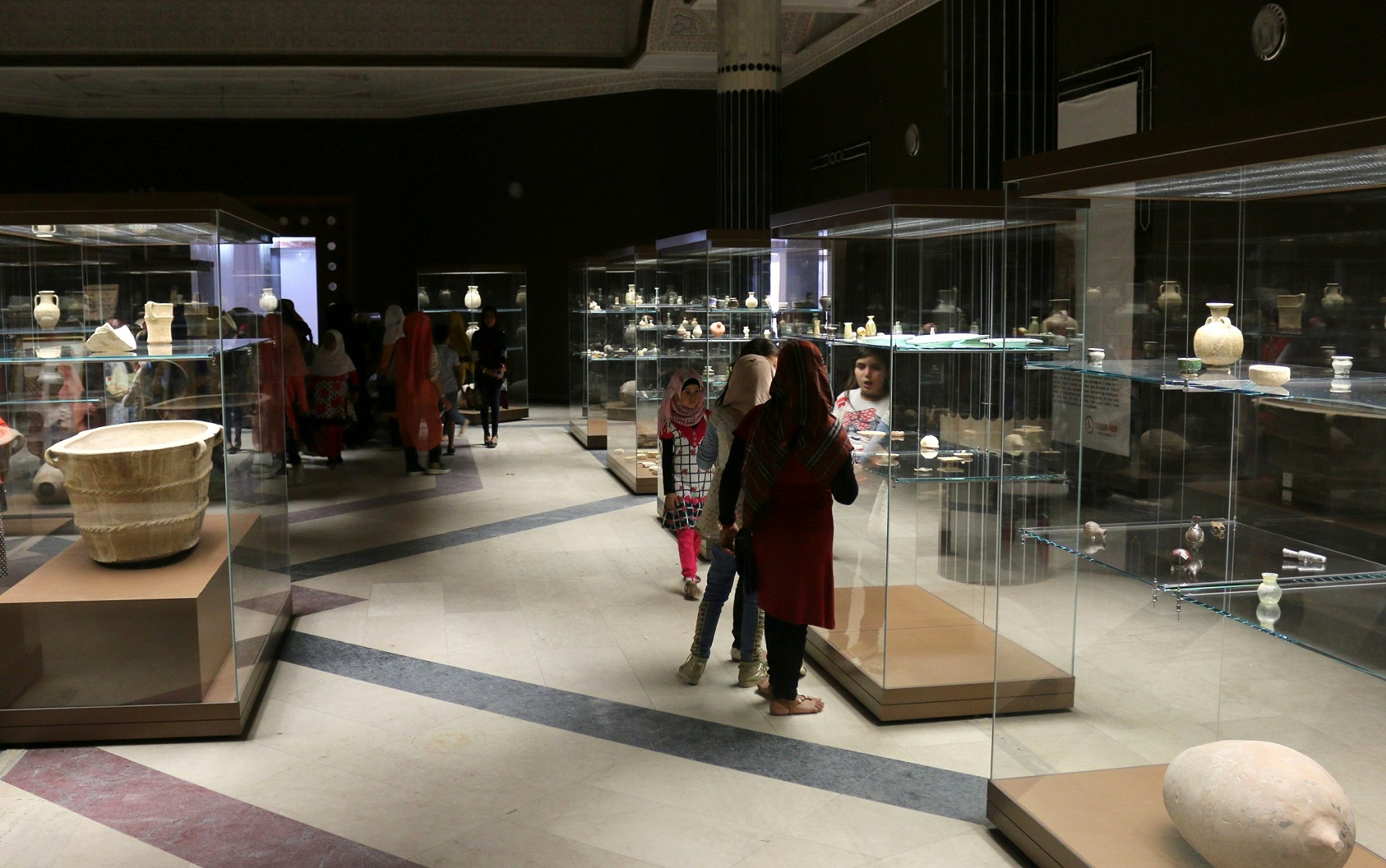
طلاب يزورون متحف البصرة الحضاري

## وصلات خارجية
- الموقع الرسمي للمتحف